# خزامى ريشية
خُزَامى ريشيّة أو خزامى سرخسي الأوراق نوع من النباتات المزهرة في فصيلة الشفوية موطنه جنوب ماديرا وجزر الكناري. وهي نجمة برية وزراعية تعلو نحو ٢٥ إلى ٥٠ سم. أوراقها مستطيلة مشرمة ريشية خملية النصل. سنابلها دقيقة تطول نحو ٨ سم. أزهارها صغيرة القد الإهان لونها إلى الليلكي يعلو مواج أزرق.